# Janus Bey

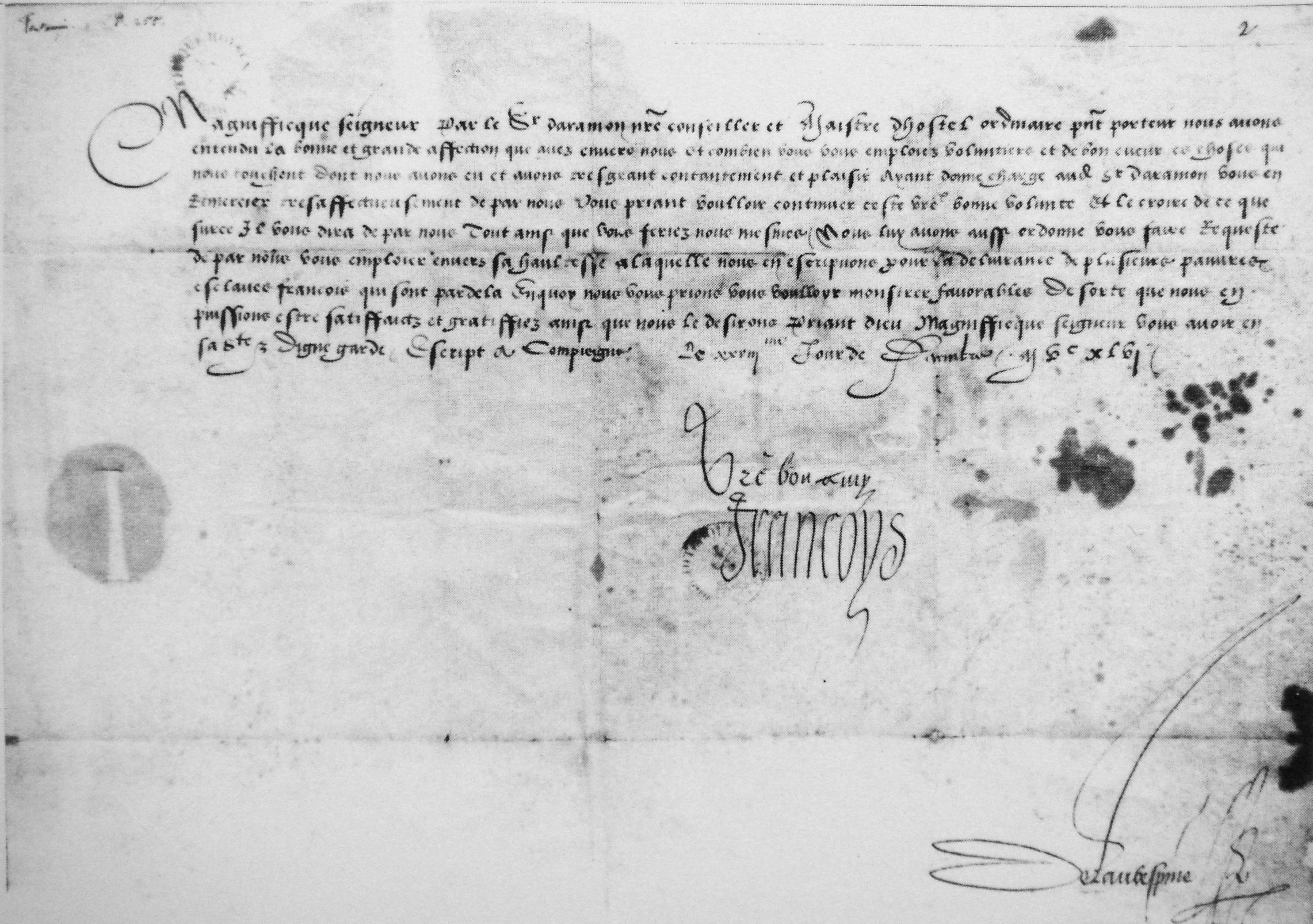
Carta de Francisco I al Dragomán Janus Bey, 28 de diciembre de 1546, entregada por D'Aramon.

Janus Bey, en turco Yunus Bey (nacido en Modona a finales del siglo XV; fallecido en 1541/42) fue un griego que se convirtió en intérprete (dragomán) y embajador del Imperio Otomano.
En 1532 visitó Venecia y se reunió con el gobierno veneciano. Fue considerado como el embajador del Imperio Otomano, fue bien recibido y fue el beneficiario de grandes obsequios por los venecianos. En 1532, aparentemente trabajó con el embajador francés Antonio Rincon para obtener un salvoconducto para la embajada otomana en Francia (1533) . En 1537 fue coautor con Alvise Gritti de un folleto italiano, publicado en Venecia, sobre el gobierno del Imperio Otomano. El título era Opera noua la quale dechiara tutto il gouerno del gran Turcho . Fundó una mezquita en Constantinopla, llamada "Mezquita de Dragoman" ( Durughman Mesjidi ). Murió en 1541/42. 